# Eirenis punctatolineatus
Eirenis punctatolineatus är en ormart som beskrevs av Oskar Boettger 1892. Eirenis punctatolineatus ingår i släktet Eirenis och familjen snokar. IUCN kategoriserar arten globalt som livskraftig.

## Underarter
Arten delas in i följande underarter:
- E. p. kumerloevei
- E. p. punctatolineatus